# Duncan (Oklahoma)
Duncan település az Amerikai Egyesült Államok Oklahoma államában, Stephens megyében, melynek megyeszékhelye is. Lakosainak száma 22 692 fő (2020. április 1.).

## Népesség
A település népességének változása:

| 2010 | 23 431 |
| 2020 | 22 692 |